# Госсенс, Петрус-Ламбертус
Петрус-Ламбертус Госсенс (нидерл. Petrus-Lambertus Goossens, фр. Pierre-Lambert Goossens; 18 июля 1827, Перк, Вилворде, Объединённое королевство Нидерландов — 25 января 1906, Мехелен, Бельгия) — бельгийский кардинал. Титулярный епископ Абдеры и коадъютор, с правом наследования, Намюра с 1 июня по 16 июля 1883. Епископ Намюра с 16 июля 1883 по 24 марта 1884. Архиепископ Мехелена и примас Бельгии с 24 марта 1884 по 25 января 1906. Кардинал-священник с 24 мая 1889, с титулом церкви Санта-Кроче-ин-Джерусалемме с 27 мая 1889.